# Gilbert Bougnol
Gilbert Bougnol (Saint-Myon, 1866. augusztus 31. – Rueil-Malmaison, 1947. október 20.) olimpiai ezüstérmes francia vívómester.
A második nyári olimpián, az 1900. évi nyári olimpiai játékokon, Párizsban indult vívásban, két versenyszámban: tőrvívásban, mely csak vívómestereknek volt kiírva, és egy másik párbajtőrvívás, amin indulhattak amatőrök is. Az előbbiben versenyszámban ezüstérmes lett, az utóbbiban 5. helyen végzett.
Két unokatestvére is indult az olimpián, akik szintén vívók voltak. Félix Ayat és Albert Ayat, aki a döntőben győzte le őt.